# Amalienburg

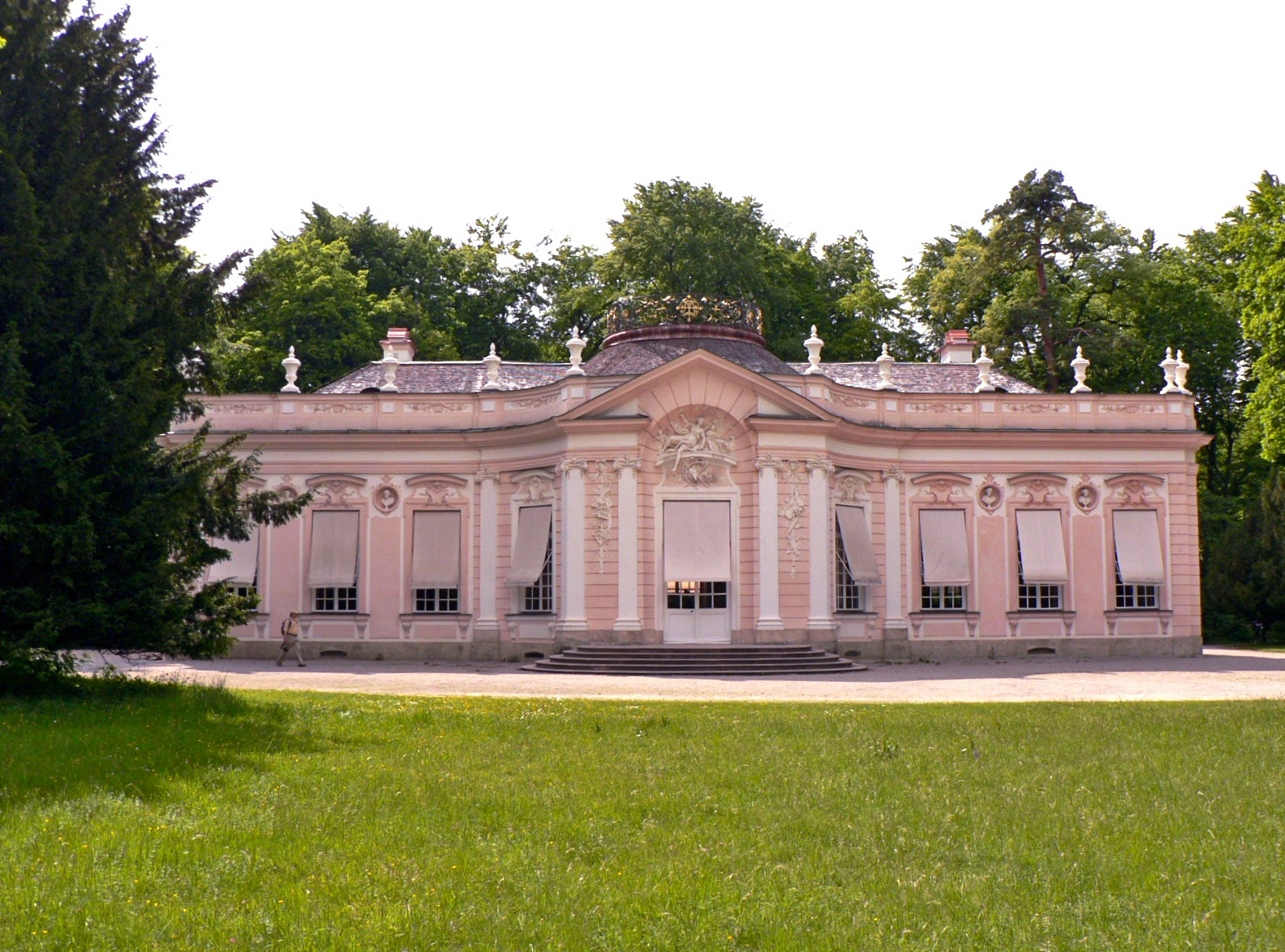
L'extérieur en 2007

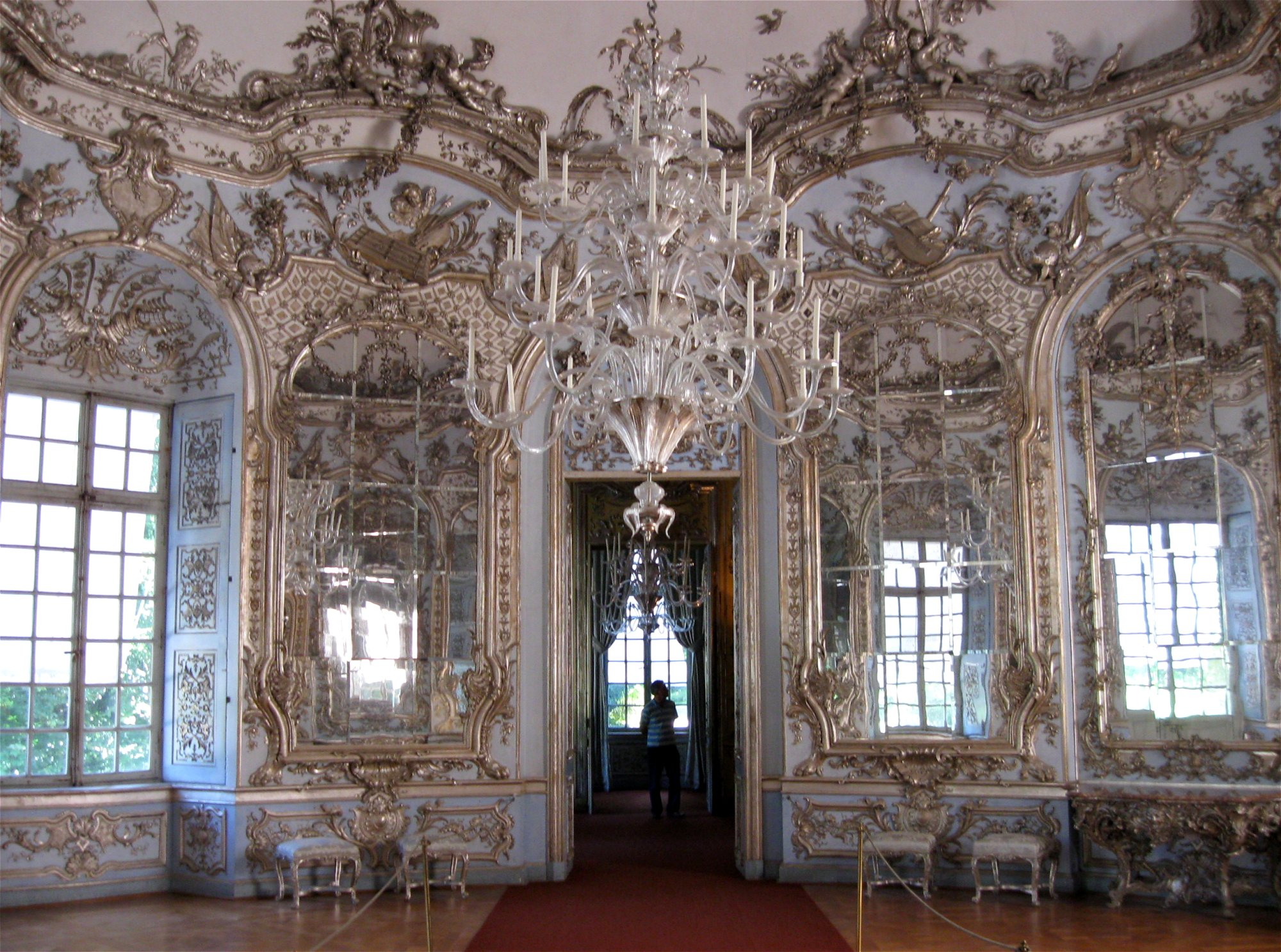
Galerie des Glaces

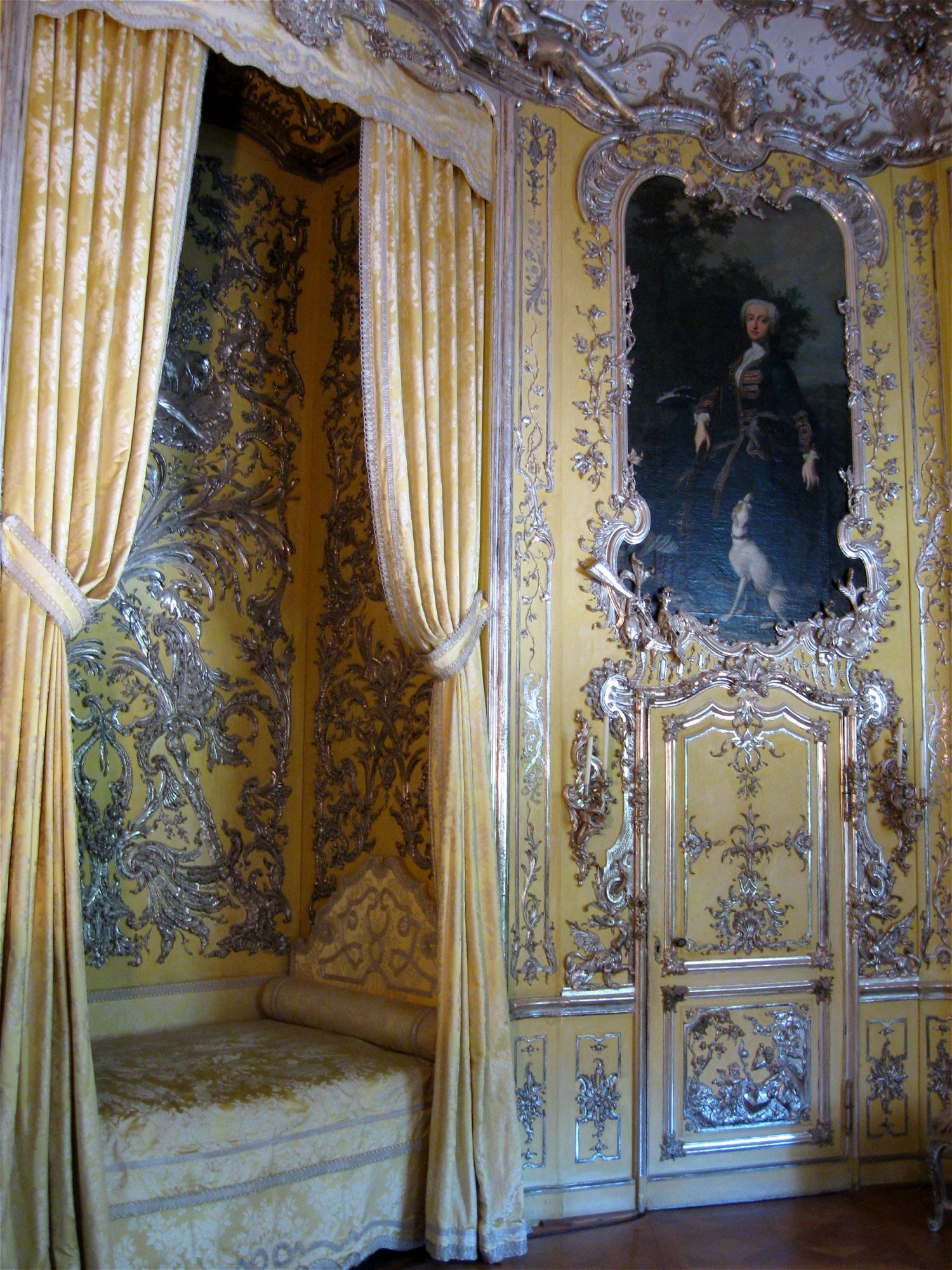
Salle de repos

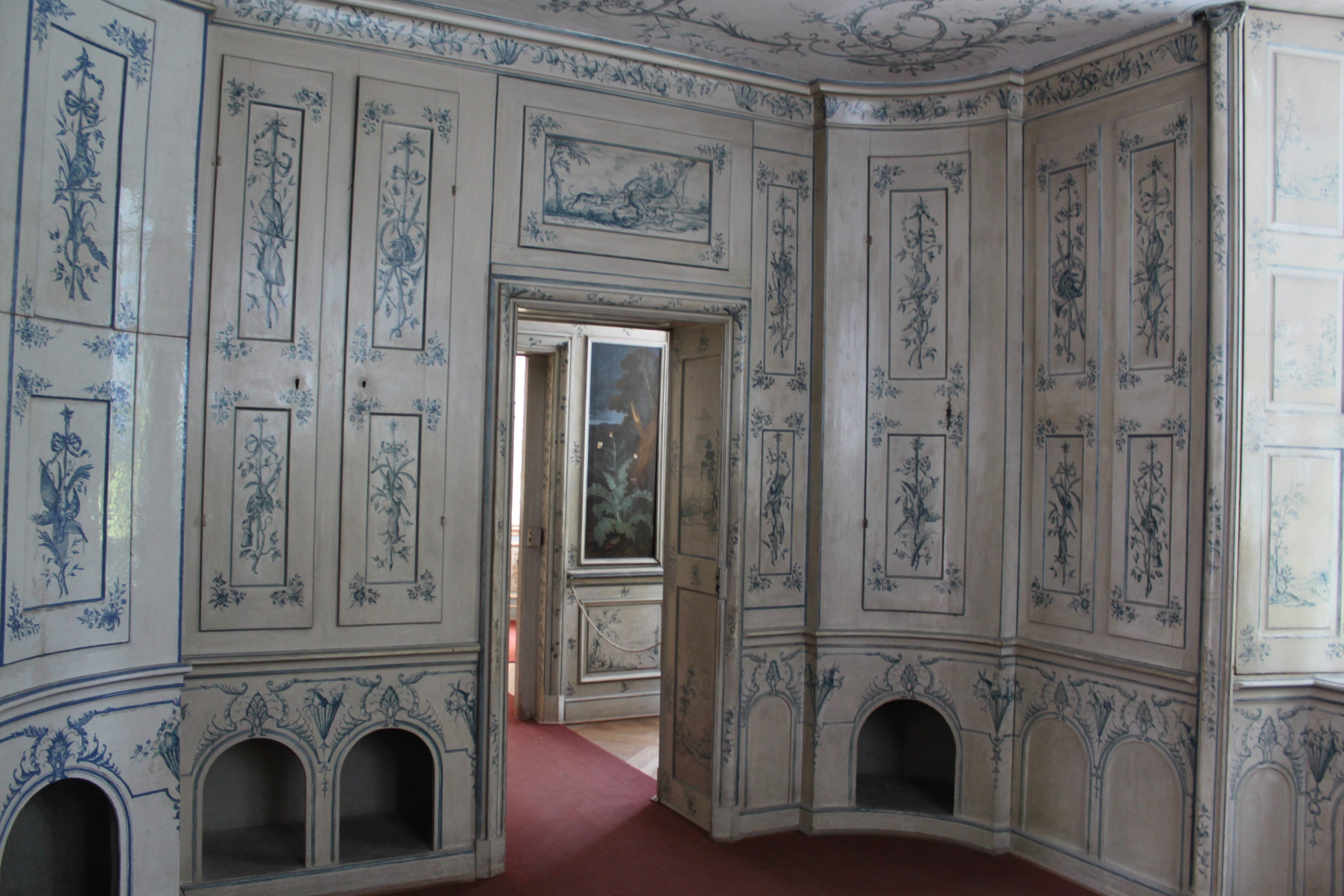
Cabinet bleu

L'Amalienburg est un pavillon de chasse élaboré sur le terrain du parc du château de Nymphenburg, à Munich, en Bavière. Il a été conçu par François de Cuvilliés dans le style rococo et construit entre 1734 et 1739 pour l'électeur Karl Albrecht et plus tard l'empereur romain germanique Charles VII et son épouse, Marie-Amélie d'Autriche .

## Architecture
La majeure partie du rez-de-chaussée est consacrée à la galerie des glaces ronde au centre du bâtiment; ses murs en miroir reflètent le parc. Il a été conçu par Johann Baptist Zimmermann et Joachim Dietrich (1690-1753). Il crée une atmosphère éthérée dans les couleurs nationales bavaroises d'argent et de bleu.
Au sud de la salle, la porte mène à la salle de repos électorale et au cabinet bleu, avec accès à la chambre privée. La salle de repos était la chambre de l'électrice, et le pavillon abrite également une armurerie et un chenil pour les chiens de chasse du cabinet bleu .
Au nord de la galerie des glaces se trouve l'entrée de la salle des faisans et de la salle de chasse. La salle des faisans jouxte la cuisine. La cuisine est décorée de précieux carreaux de faïence de Delft qui, lors de la pose, ont été mélangés par des ouvriers dans le mauvais ordre. Les carreaux bleus et blancs dans un style chinois montrent des fleurs et des oiseaux. Le poêle Castrol (1735) construit pour la cuisine est une construction en maçonnerie avec plusieurs foyers recouverts de plaques de fer perforées. Il est également connu sous le nom de poêle à ragoût et a été le premier modèle à enfermer complètement le feu ,.
Dans la niche centrale de la façade orientale se trouve une sculpture en stuc de Johann Baptist Zimmermann, représentant une scène avec la déesse chasseuse Diane. La présentation présente le programme d'image dans toutes les installations du bâtiment. L'attique date de 1737, également fabriqué sur un dessin de Zimmermann, avec des vases décoratifs disparus à une date inconnue. En 1992, ils ont été recréés et conçus par Hans Geiger : quatre ornent la façade d'entrée, douze côté jardin de l'Amalienburg.
Une plate-forme avec un treillis orné, qui est installée sur le bâtiment au centre du toit, servait de cache surélevée pour la chasse au faisan : les oiseaux étaient conduits à l'Amalienburg depuis l'ancien bâtiment des faisans (maintenant la ménagerie). Le château pouvant être approvisionné par la cuisine du château de Nymphenburg, l'Amalienburg manque de bâtiments de ferme privés contrairement aux deux autres pavillons du parc ,.